# Hósvík

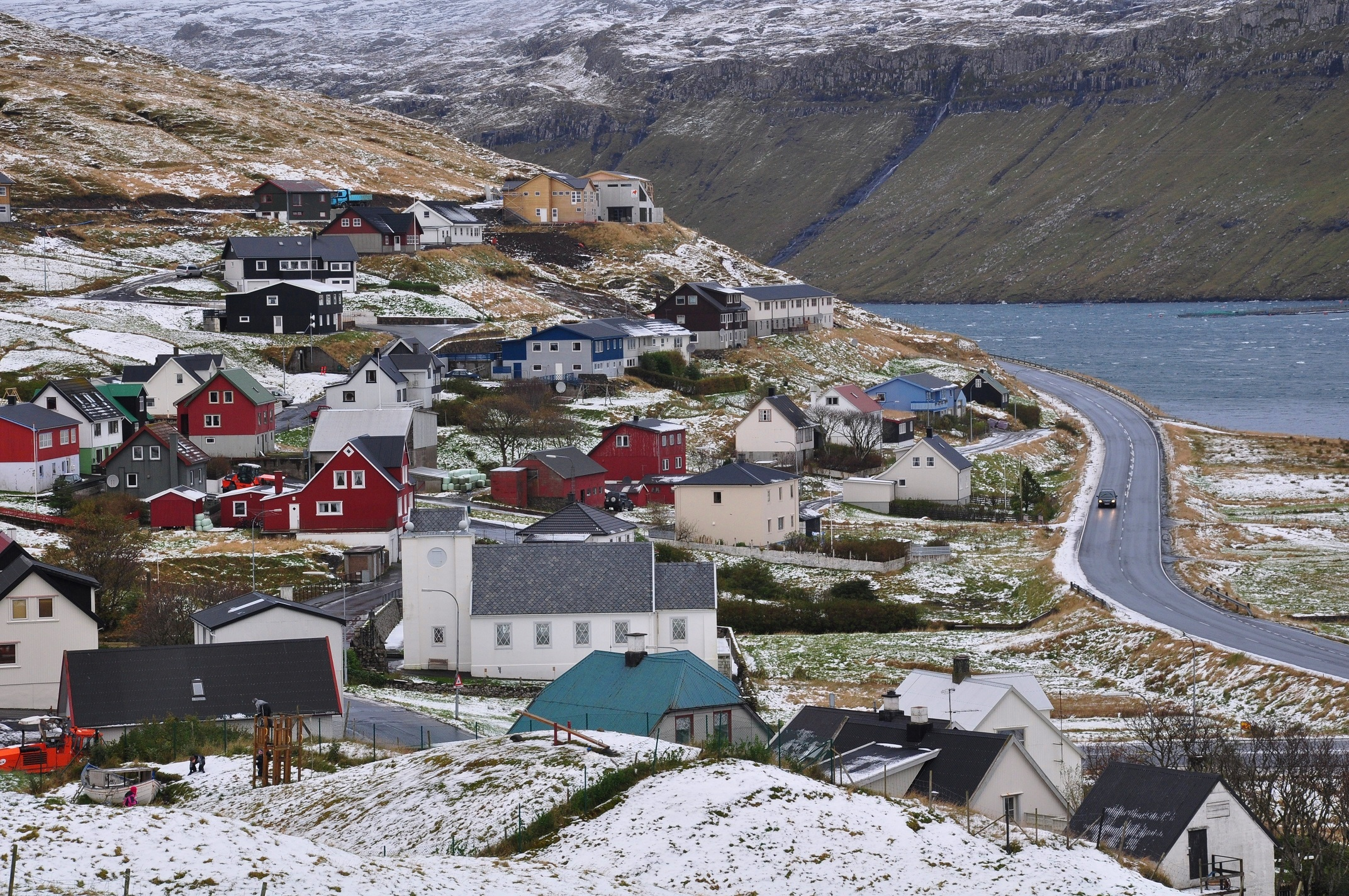
Hósvík: Ortskern mit Kirche im Winter.

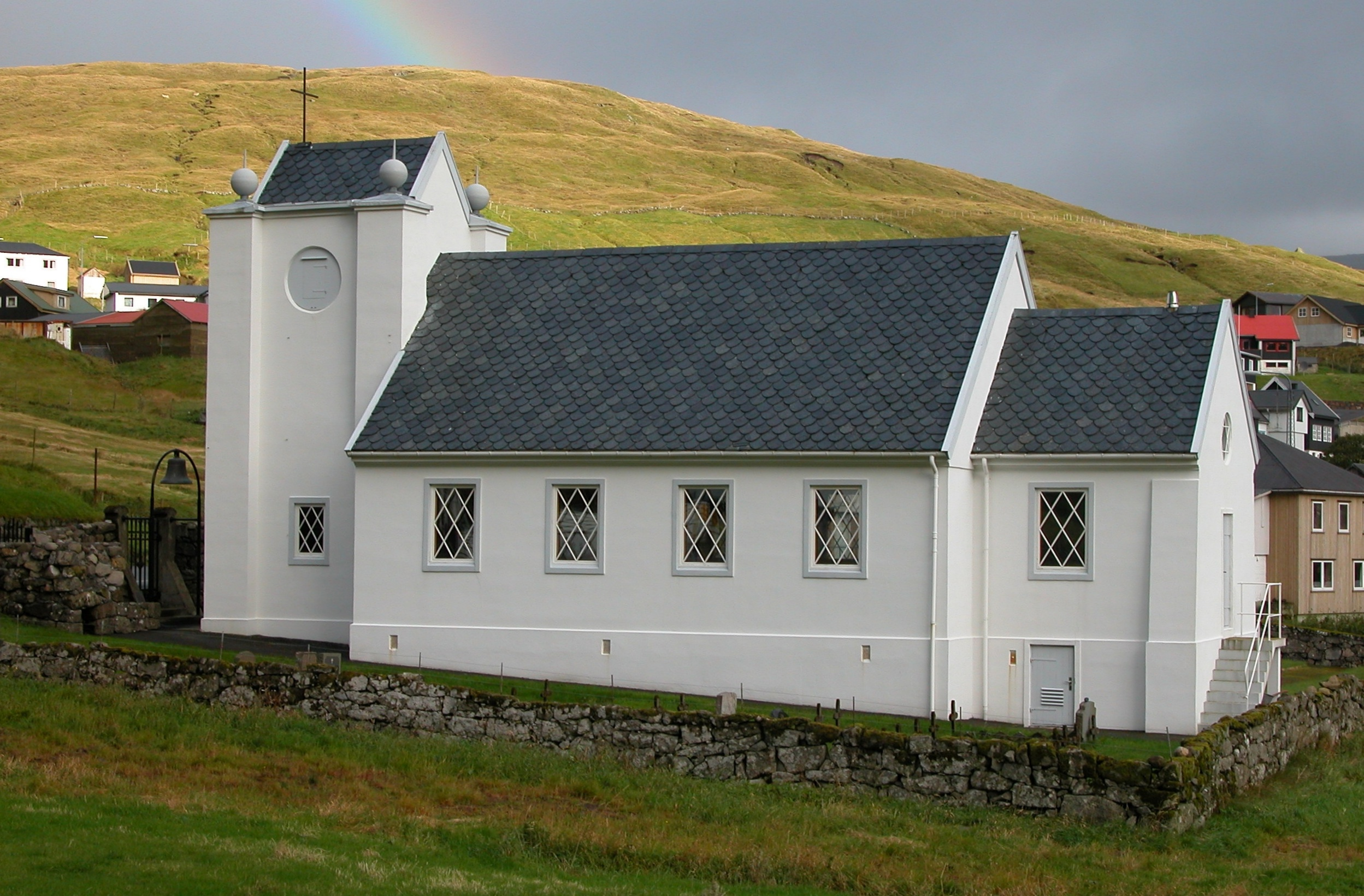
Die charakteristische Kirche von 1929 in Hósvík.

Hósvík [ˈhɔusvʊik] (dänisch Thorsvig) ist ein Ort der Färöer an der Ostküste der Hauptinsel Streymoy.
Die ehemalige Gemeinde Hósvík (Hósvíkar kommuna) war identisch mit diesem einen Ort und wurde am 1. Januar 2005 mit der Sunda kommuna zusammengelegt. Die charakteristische Kirche von Hósvík ist ein Betonbau von 1929. Bevor im Jahr 1973 die Brücke von Streymoy zur östlichen Nachbarinsel Eysturoy gebaut wurde, verkehrte von hier eine Autofähre nach Selatrað.
Ein großer Arbeitgeber vor Ort ist die Reederei Thor. Sie wurde bekannt, weil ihr Fabrikschiff Athena im Oktober 2010 in der Irischen See nach einem Brand an Bord evakuiert wurde.
Der Ort hat einen eigenen Ruderverein namens „Hósvíkar Róðrarfelag“. Der Verein verfügt über insgesamt vier Boote: ein Boot mit sechs Ruderern (seksmannafar) als Besatzung, zwei Boote für fünf Ruderer (fimmmannafar) und ein Boot für vier Ruderer (fýramannafar), das jedoch als Segelboot genutzt wird. Mitte der 1980er Jahre war der Verein besonders erfolgreich. Er gewann in den Jahren 1985 bis 1987 dreimal in Folge die färöische Meisterschaft im Mannschaftsrudern für Männer im Sechser-Ruderboot.

## Bilder

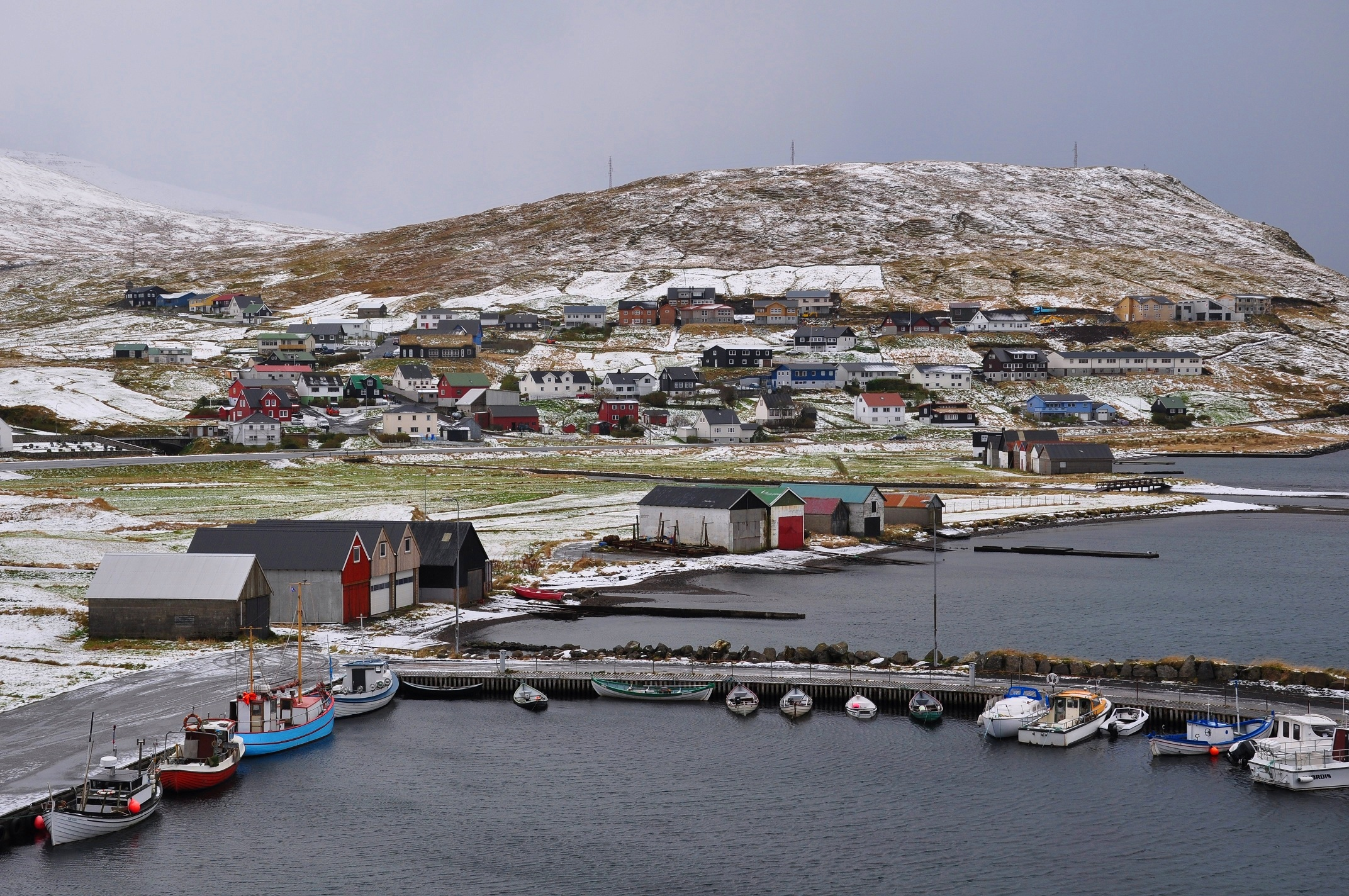
Der Hafen in Hósvík
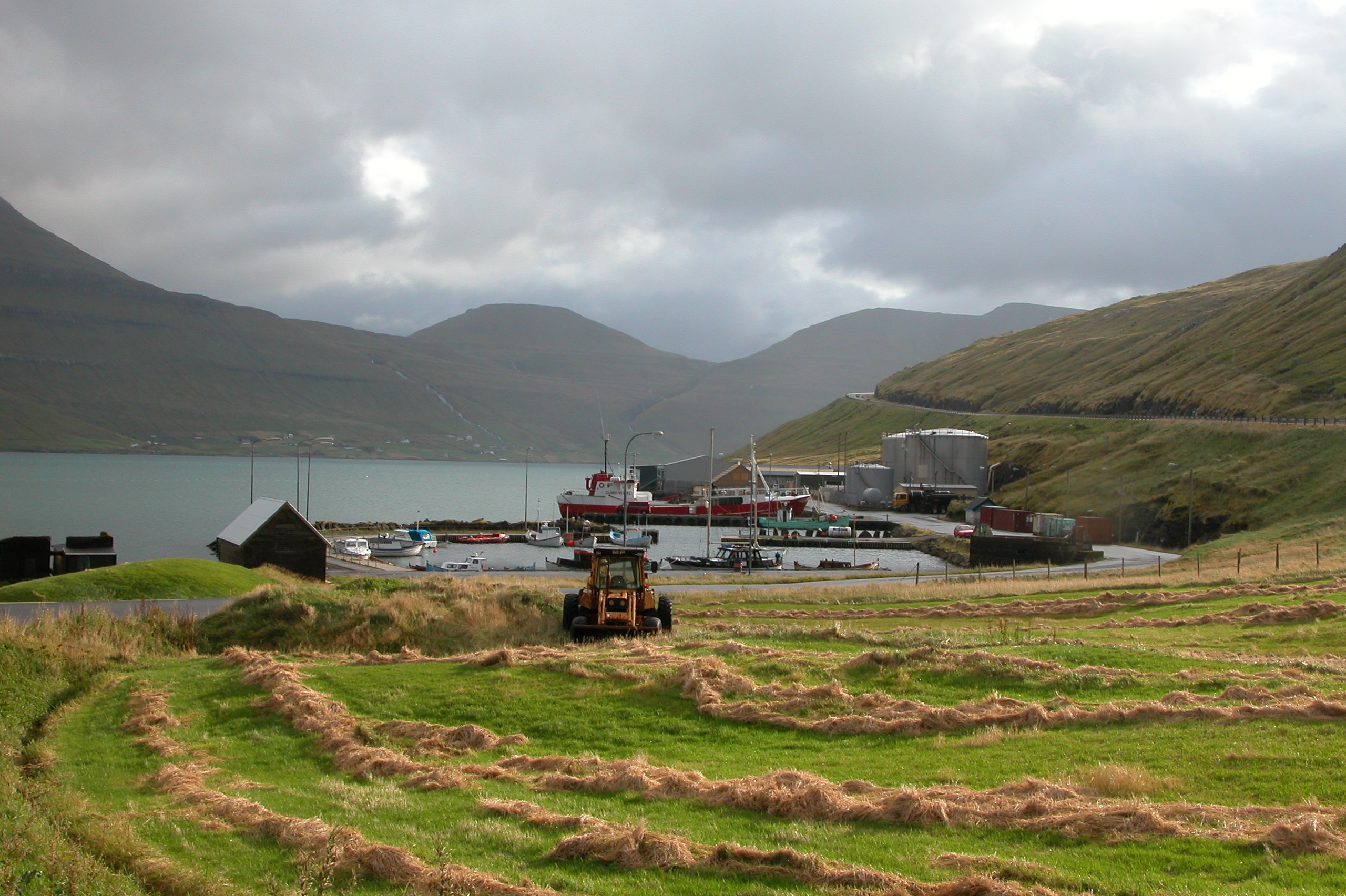
Der Hafen vom Land aus gesehen
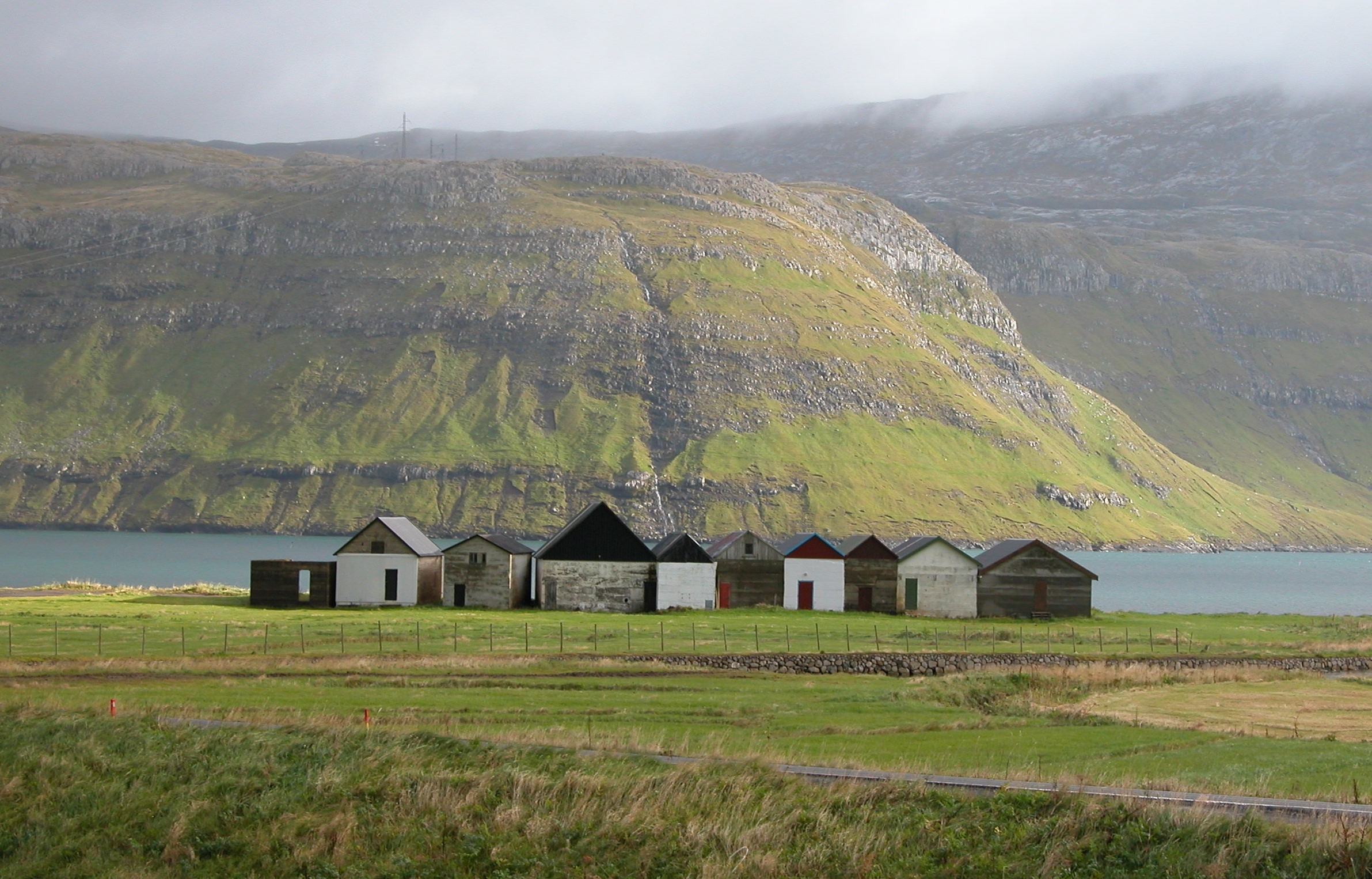
Bootshäuser am Hafen
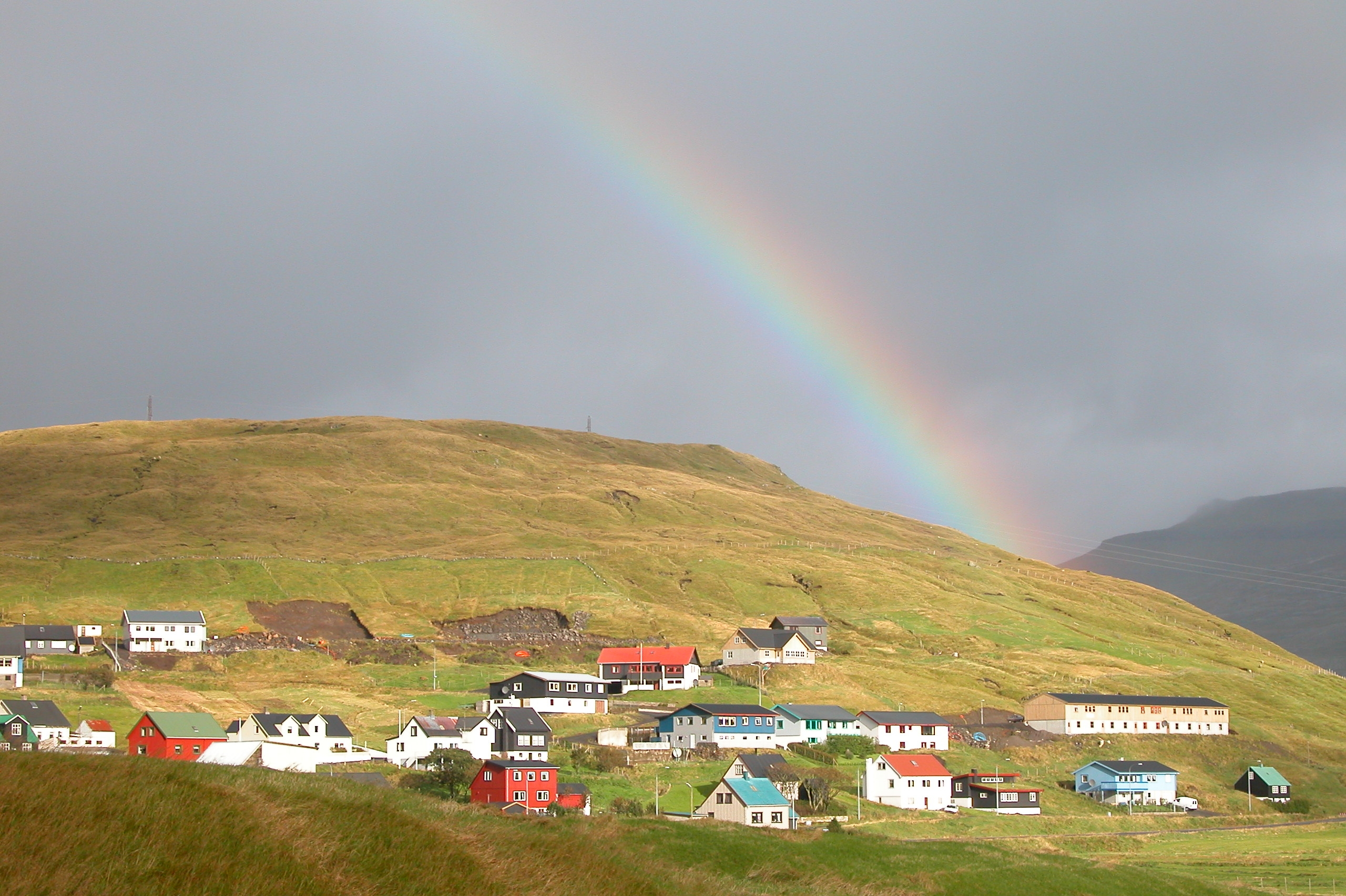
Ortsansicht von Hósvík
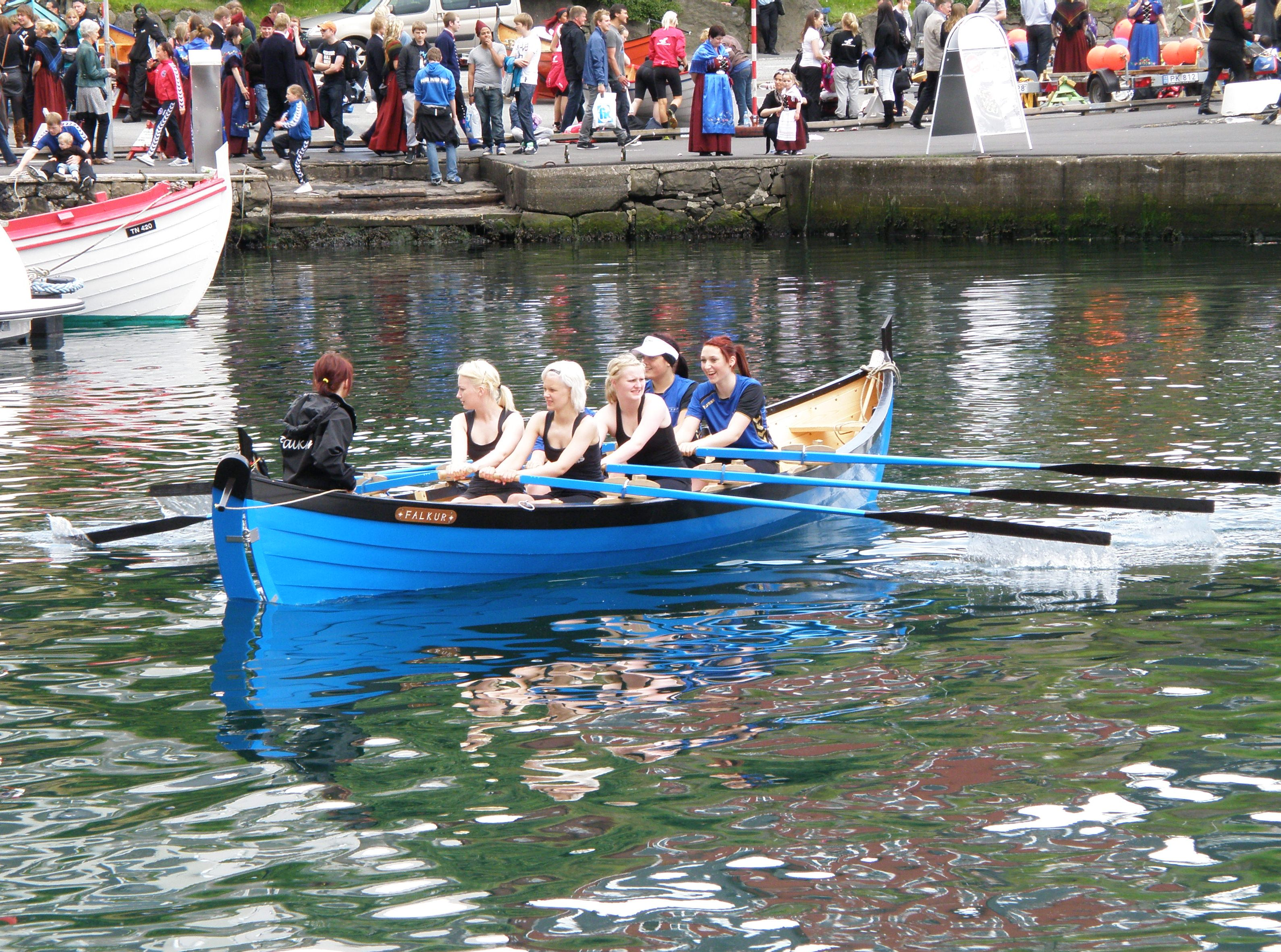
Das Ruderboot „Falkur“ des Rudervereins im Jahr 2010